# Asasini
Asasini (tudi Hašišini) (arabsko حشّاشين, latinizirano: haššāšīn, haššaši, dob. 'vdani hašišu; uživalec, jedec hašiša') so bili muslimanska verska in politična sekta. Člani so se omamljali s hašišem, da bi dosegli večjo stopnjo zavesti; bili so znani po tem, da so tako omamljeni storili veliko umorov. Sekto je ustanovil perzijski heretik Hasan Ben Ibn as-Sabbah konec 11. stoletja ("starec z gore" Alamut - glej istoimenski roman Vladimirja Bartola).)
Iz njihovega imena je nastala italijanska beseda assasino in francoska assasin - razbojnik, morilec, za atentatorja.